# Личный налог
Личные налоги — прямые налоги, взимаемые в зависимости от налогооблагаемого дохода и имущества данного физического или юридического лица с учётом предоставленных ему льгот. Взимаются у источника дохода или по декларации. При этом объекты обложения учитываются индивидуально, а не усреднение для каждого плательщика, то есть принимаются во внимание конкретные особенности его имущества, финансового положения, учитывается состав семьи и так далее.
Основными личными налогами в большинстве стран являются подоходный налог с населения, налог на прибыль корпораций, налог на доходы от денежных капиталов, налог на сверхприбыль, налог на прирост капитала, налог с наследств и дарений и поимущественный налог.